# Coccophagus exiguiventris
Coccophagus exiguiventris är en stekelart som beskrevs av Girault 1929. Coccophagus exiguiventris ingår i släktet Coccophagus och familjen växtlussteklar. Inga underarter finns listade i Catalogue of Life.